# ベティコ山系
ベティコ山系（スペイン語: Sistema Bético）は、イベリア半島南東部にある山系。スペインの主要な山系のひとつである。古代ローマ時代のこの地域の属州の名称であるヒスパニア・バエティカに由来する。

## 地理
ベティコ山系はイベリア半島南東部にある多数の山脈で構成されており、スペインのアンダルシア州、ムルシア州、カスティーリャ＝ラ・マンチャ州南部、バレンシア州の4自治州にまたがり、南西から北東方向に長く伸びている。ベティコ山系の北側にはグアダルキビール川の流域があり、この流域によってシエラ・モレナ山脈やスペイン中央部の台地であるメセタとベティコ山系が隔てられている。ベティコ山系の北東端はイベリコ山系の南端と接続している。
ベティコ山系に属するもっとも著名な山脈はシエラネバダ山脈であり、シエラネバダ山脈にはイベリア半島最高峰のムラセン山がある。ジブラルタルの岩（ザ・ロック）もベティコ山系の一部であるとされている。

## 地質
ベティコ山系は地質学的に、一般的にはジブラルタルの弧と呼ばれる巨大な造山帯に属しており、ジブラルタルの孤はアルプス・ヒマラヤ造山帯の最西端である。その形成に関する地球力学的メカニズムはあまり解明されていない。
地質学的に、モロッコのリーフ山脈とバレアレス諸島マリョルカ島のトラムンタナ山脈はベティコ山系の延長である。ジブラルタルの弧の地質領域は東のウジダから西のタンジールまで沿岸を伸び、その後ジブラルタル海峡を横断して、アンダルシア州西部のカディスから地中海岸のバレンシアに、その後バレアレス海のバレアレス諸島に伸びている。

## 自然
ベティコ山系は地中海性植生が優勢であり、潅木、オークの森、広葉樹林、針葉樹林などが、標高、土壌、地形によって形を変えながら生育している。ベティコ山系とアルボラン海を超えたモロッコのリーフ山脈は、地中海沿岸にある10のホットスポットのひとつであり、生態学者にはベティック＝リーファン複合体と呼ばれている。ベティコ山系は地中海植物の豊富な生育地であり、より湿度が高かった数百年前の地中海盆地を覆っていた古代の照葉樹林からの多くの遺存種を含んでいる。

## ピーク
ベティコ山系は3つの副次的山系に分けられる。

### ペニベティコ山系

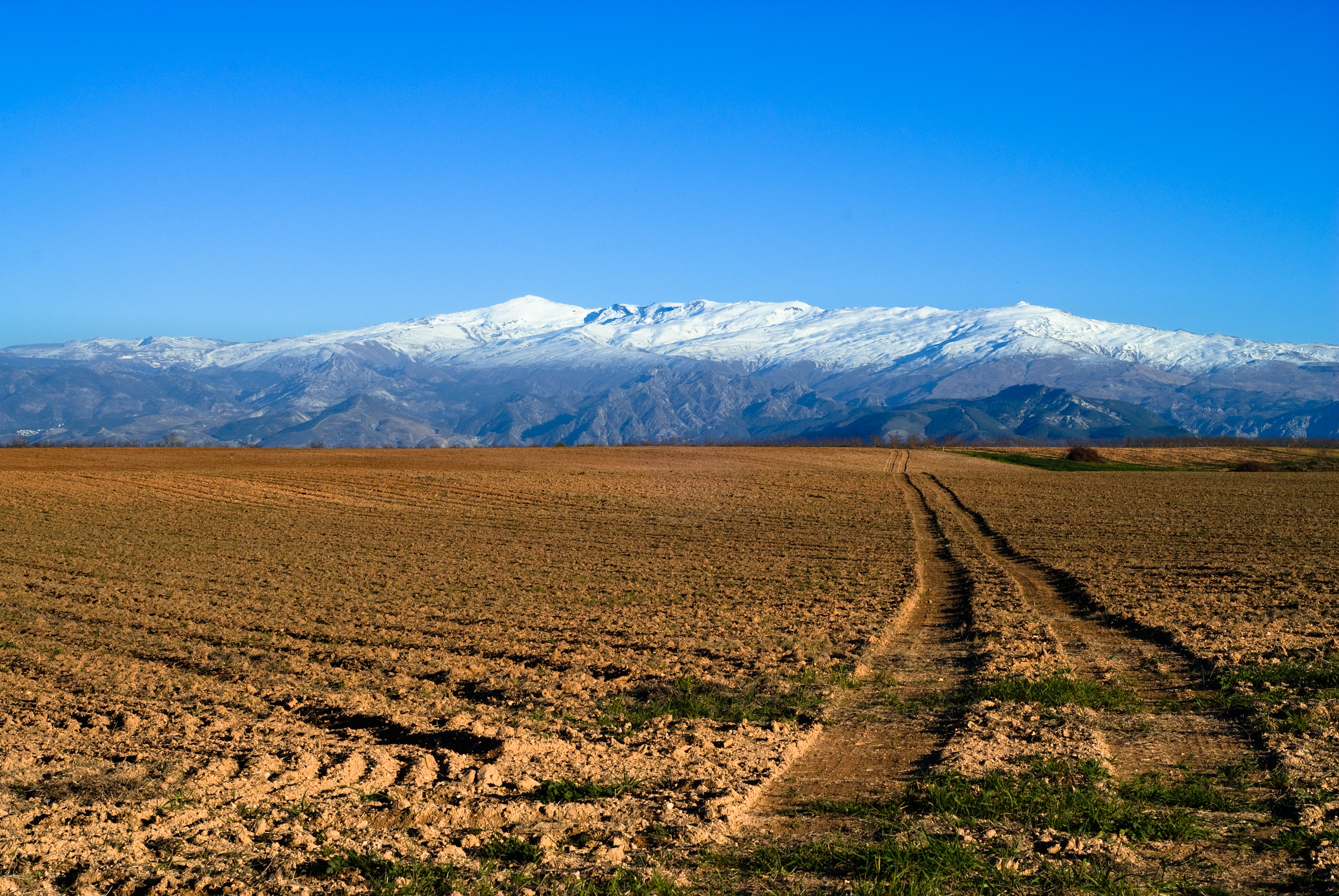
シエラネバダ山脈

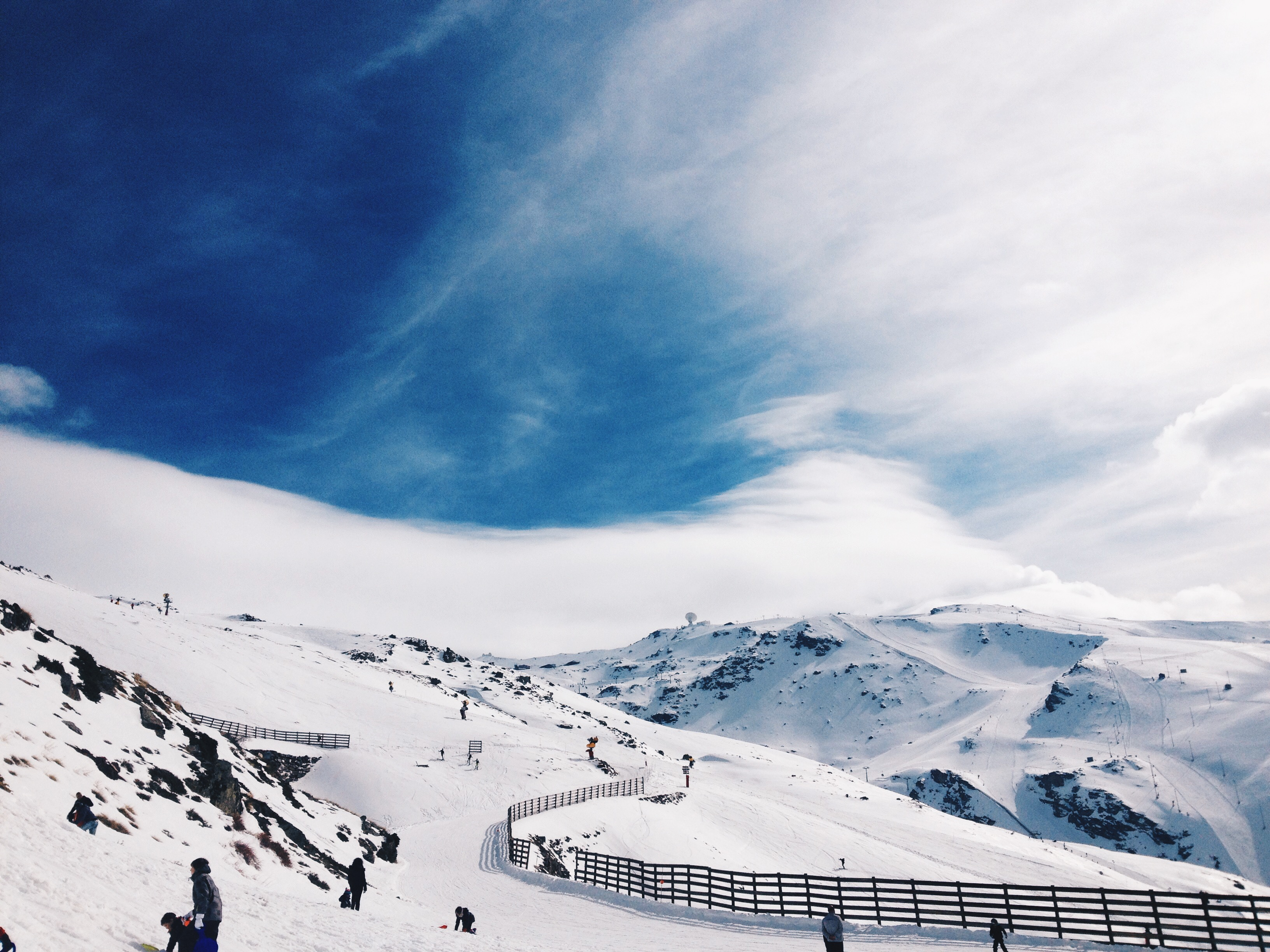
ベレッタ峰にあるヨーロッパ最南端のスキー場

ペニベティコ山系にはシエラネバダ山脈などの山脈が含まれ、イベリア半島の最高峰である3478mのムラセン山がある。
- シエラネバダ山脈
- ロンダ山地（英語版）
- ジブラルタルの岩（ザ・ロック）
- ニエベス山地（英語版）
- ブランカ山地（英語版）
- アンテケラーナ山脈(Cordillera Antequerana)
- テヘーダ山地(Sierra de Tejeda)
- アルミハーラ山地(Sierra de Almijara)
- アラマ山地（英語版）
- シエラネバダ山脈
  - ムラセン山
  - ベレッタ峰（英語版）
- ルハル山地(Sierra de Lújar)
- コントラビエサ山地(Sierra de la Contraviesa)
- コゴーリョス山地（英語版）
- ガドル山地（英語版）
- バサ山地（英語版）
- フィラブレス山地（英語版）
- アラミーリャ山地(Sierra de Alhamilla)
- エスプーニャ山地(Sierra Espuña)
- カブレラ山地(Sierra Cabrera)
- エスタンシアス山地(Sierra de las Estancias)
- スルコ・イントラベティコ（英語版） : ペニベティコ山系とスブベティコ山系を隔てている谷や窪地の集合体。

### スブベティコ山系

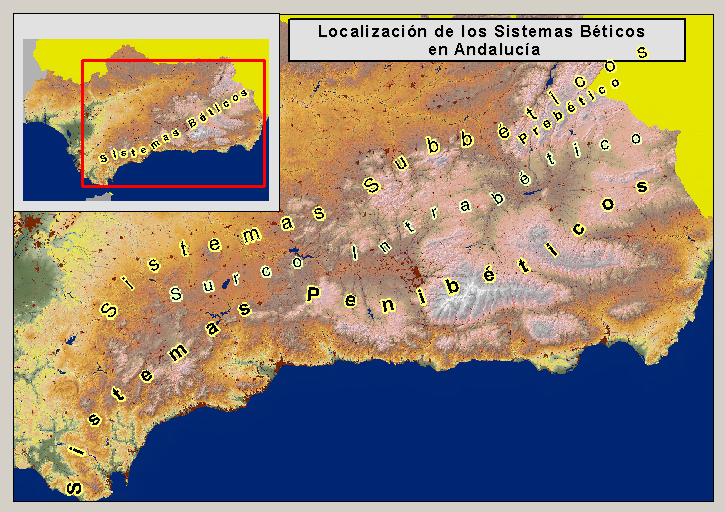
アンダルシア州におけるベティコ山系

スブベティコ山系はベティコ山系の中央部を占めている。最高峰はアラーナ山地にある標高2,027mのペーニャ・デ・ラクルスである。
- アルヒベ山地（英語版） : アルコルノカーレス自然公園を含む。
- グラサレーマ山地（英語版）
- ヒバルビン山地(Sierra de Gibalbín)
- スブベティコ・デ・コルドバ山地(Sierras Subbéticas de Córdoba)
- エルビラ山地(Sierra Elvira)
- ロハ山地(Sierra de Loja)
- アラーナ山地（英語版）
- コゴーリョス山地（英語版）
- アルフグアーラ山地（英語版）
- ウエトル山地（英語版）
- スール・デ・ハエン山地（英語版） : プレベティコ山系との遷移地帯にある。

### プレベティコ山系

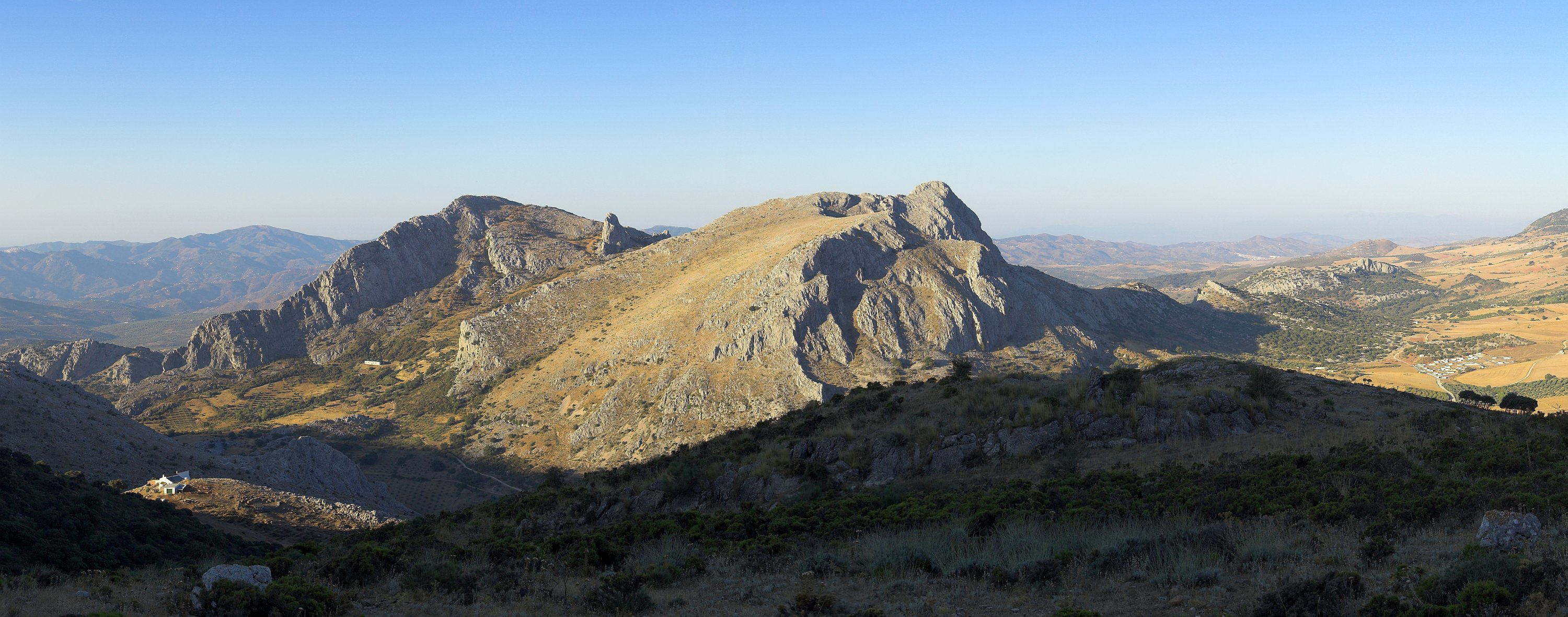
アルファルナテ付近のタホス・デル・サバール

プレベティコ山系はベティコ山系の北端に位置する副次的山系である。最高峰は2382mのラ・サグラである。
- マヒナ山地（英語版）
- サグラ山地(Sierra de la Sagra)
- カソルラ山地（英語版）
- セグラ山地（英語版）
- アルカラス山地（英語版）
- カストリル山地(Sierra de Castril)
- サグラ山地(Sierra de la Sagra)
- タイビーリャ山地(Sierra del Taibilla)
- マリーア山地(Sierra de María) : ペニベティコ山系との遷移地帯にある。
- マリオーラ山地（英語版）
- モントゥゴー山塊（英語版）
- ベルニア山地(Sierra de Bernia)

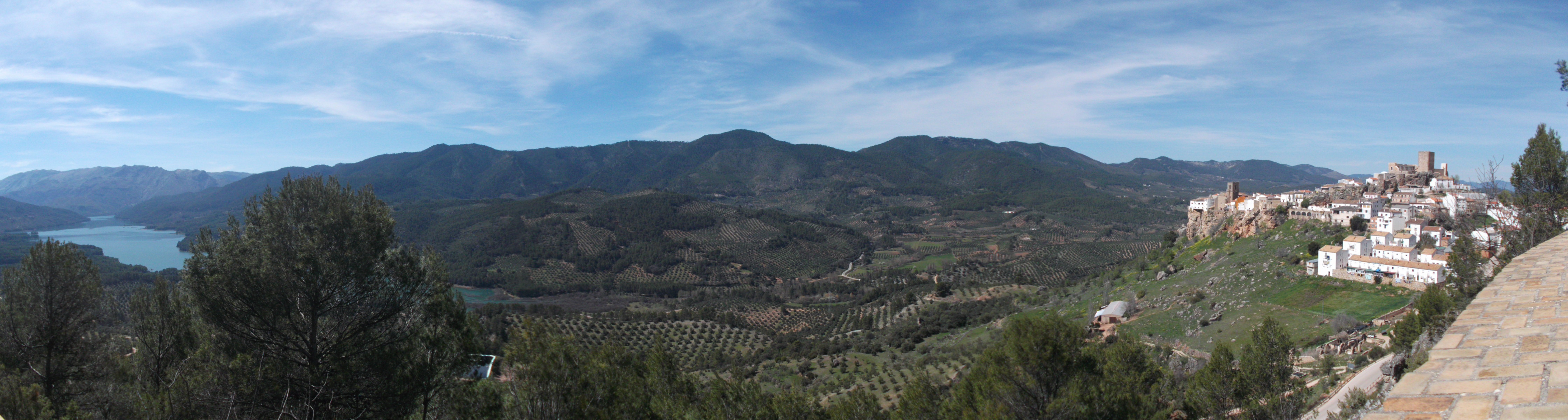
カソルラ山地と「白い村」オルノス

- ペニャル・ディファック（英語版）